# Quessoy
 Quessoy  (en bretón Kesoue) es una población y comuna francesa, situada en la región de Bretaña, departamento de Côtes-d'Armor, en el distrito de Saint-Brieuc y cantón de Moncontour (Côtes-d'Armor).

## Demografía
| 2055 | 2006 | 2275 | 2864 | 3105 | 3184 |
| Para los censos de 1962 a 1999 la población legal corresponde a la población sin duplicidades (Fuente: INSEE [Consultar]) |      |      |      |      |      |